# Melonpan
Melon pan (メロンパン, meronpan), en català pa de meló, és un pa dolç del Japó. És tou, de forma arrodonida i normalment cobert d'una capa cruixent, semblant al d'una galeta. La seva aparença és similar a la d'un meló. Normalment no posseeixen dit gust (encara que a vegades es fa servir essència de meló per potenciar la seva aroma), però hi ha variacions amb gust de xocolata, caramel i altres, o bé farcits de crema de diferents gustos.